# Schetui
Schetui ist die Bezeichnung eines altägyptischen Dekans, der drei Dekan-Sterne umfasste. Gemeinsam bildete Schetui mit dem Dekan Ab das altägyptische Sternbild Ab-Schetui.
Der Dekan Schetui ist mit dem ersten Teil des Sternbildes Krebs gleichzusetzen, dessen Sterne ι Cancri, γ Cancri und δ Cancri den Kopf der Schildkröte bildeten. 
In den Dekanlisten der Sethos-Schrift repräsentierte Schetui am Leib der Nut den 36. Dekan. Der heliakische Aufgang war für den 26. Peret IV angesetzt und hatte als Datierungsgrundlage die verfügte Anordnung unter Sesostris III. (12. Dynastie) in dessen siebtem Regierungsjahr. 
In der Regierungsdauer von Ramses II. war die akronychische Kulmination von Schetui für den vierten Achetmonat vermerkt, woraus sich ein möglicher Zeitraum für 1279 v. Chr. vom 25. September bis 24. Oktober und für 1214 v. Chr. vom 12. September bis 11. Oktober ergibt.